# Fußballclub Viktoria Köln 1904 2013-2014
Questa voce raccoglie le informazioni riguardanti il Fußballclub Viktoria Köln 1904 nelle competizioni ufficiali della stagione 2013-2014.

## Stagione
Nella stagione 2013-2014 il Viktoria Colonia, allenato da Claus-Dieter Wollitz, concluse il campionato di Regionalliga ovest al 4º posto.

## Rosa
| N. |                     | Ruolo | Calciatore          |
| -- | ------------------- | ----- | ------------------- |
| 2  | Germania (bandiera) | D     | Markus Brzenska     |
| 3  | Germania (bandiera) | D     | Jannik Löhden       |
| 4  | Zambia (bandiera)   | C     | Andrew Sinkala      |
| 6  | Germania (bandiera) | C     | Timo Staffeldt      |
| 7  | Germania (bandiera) | A     | Mirco Born          |
| 8  | Germania (bandiera) | C     | Mike Wunderlich     |
| 10 | Germania (bandiera) | C     | Christian Schlösser |
| 11 | Germania (bandiera) | C     | David Müller        |
| 12 | Germania (bandiera) | D     | Sebastian Spinrath  |
| 13 | Germania (bandiera) | C     | Lukas Nottbeck      |
| 14 | Germania (bandiera) | D     | Marcel Deelen       |
| 15 | Germania (bandiera) | D     | Daniel Reiche       |
| 16 | Germania (bandiera) | C     | Andreas Akbari      |
| 17 | Germania (bandiera) | A     | Lucas Musculus      |
| 18 | Germania (bandiera) | D     | Eugen Tschumakow    |

| N. |                     | Ruolo | Calciatore         |
| -- | ------------------- | ----- | ------------------ |
| 19 | Germania (bandiera) | A     | Marcus Steegmann   |
| 20 | Germania (bandiera) | C     | Claus Costa        |
| 21 | Germania (bandiera) | P     | Maurice Gillen     |
| 21 | Germania (bandiera) | A     | Gaetano Manno      |
| 22 | Germania (bandiera) | A     | Fatih Candan       |
| 23 | Germania (bandiera) | D     | Andreas Schäfer    |
| 26 | Germania (bandiera) | D     | Stefan Hickl       |
| 27 | Germania (bandiera) | P     | Michael Vogel      |
| 29 | Germania (bandiera) | D     | Dennis Weis        |
| 30 | Italia (bandiera)   | C     | Silvio Pagano      |
| 31 | Germania (bandiera) | A     | Masatoshi Hamanaka |
| 32 | Germania (bandiera) | D     | Cataldo Cozza      |
| 33 | Germania (bandiera) | A     | Sebastian Glasner  |
| 40 | Germania (bandiera) | P     | Nico Pellatz       |
|    | Germania (bandiera) | D     | Ole Schneider      |

## Organigramma societario
Area tecnica
- Allenatore: Claus-Dieter Wollitz
- Allenatore in seconda: Alexander Voigt
- Preparatore dei portieri: Manuel Klon
- Preparatori atletici:
- Analisi video:

## Calciomercato

### Sessione estiva
| Acquisti | Acquisti           | Acquisti             | Acquisti |
| R.       | Nome               | da                   | Modalità |
| -------- | ------------------ | -------------------- | -------- |
| A        | Sebastian Glasner  | Arminia Bielefeld    |          |
| C        | Timo Staffeldt     | Osnabrück            |          |
| C        | Andreas Akbari     | Colonia II           |          |
| C        | Claus Costa        | Osnabrück            |          |
| D        | Henrik Giese       | Neumünster           |          |
| D        | Stefan Hickl       | Darmstadt            |          |
| C        | Johannes Jahn      | Viktoria Colonia U19 |          |
| P        | Raphael Koczor     | Siegen               |          |
| D        | Jannik Löhden      | Hannover 96          |          |
| A        | Lucas Musculus     | Colonia II           |          |
| C        | Lukas Nottbeck     | Fortuna Colonia      |          |
| C        | Silvio Pagano      | Fortuna Colonia      |          |
| D        | Daniel Reiche      | Babelsberg           |          |
| D        | Andreas Schäfer    | Ingolstadt 04        |          |
| D        | Ole Schneider      | Fortuna Colonia U19  |          |
| D        | Sebastian Spinrath | Colonia II           |          |
| A        | Marcus Steegmann   | Darmstadt            |          |
| P        | Michael Vogel      | Colonia II           |          |

| Cessioni | Cessioni          | Cessioni                           | Cessioni |
| R.       | Nome              | a                                  | Modalità |
| -------- | ----------------- | ---------------------------------- | -------- |
| A        | Aziz Bouhaddouz   | Bayer Leverkusen II                |          |
| C        | Florian Mager     | Bonner                             |          |
| C        | Johannes Jahn     | Hennef 05                          |          |
| C        | Joshua Schmitt    | Bergisch Gladbach                  |          |
| A        | Ercan Aydogmus    | Fortuna Colonia                    |          |
| D        | Sascha Eichmeier  | Siegen                             |          |
| C        | Michael Gardawski | Duisburg                           |          |
| C        | Manuel Glowacz    | Siegen                             |          |
| P        | Kevin Kraus       | FC Bergheim 2000                   |          |
| D        | Nestor Omndje     | Coblenza II                        |          |
| P        | Dominik Poremba   | Template:Calcio Rot-Weiss Essen II |          |
| D        | Jerome Propheter  | Arminia Bielefeld                  |          |
| A        | Ivan Pusic        | Sportfreunde Baumberg              |          |
| A        | Lukas Püttmann    | SpVgg Burgbrohl                    |          |
| D        | Marius Schultens  | Velbert                            |          |
| C        | Telmo Teixeira    | SV Deutz 05                        |          |

### Sessione invernale
| Acquisti | Acquisti        | Acquisti             | Acquisti |
| R.       | Nome            | da                   | Modalità |
| -------- | --------------- | -------------------- | -------- |
| A        | Gaetano Manno   | Preußen Münster      |          |
| D        | Marcel Deelen   | Borussia Dortmund II |          |
| D        | Markus Brzenska | Energie Cottbus      |          |
| P        | Nico Pellatz    | Dinamo Dresda        |          |
| A        | Mirco Born      | Jong Twente          |          |

| Cessioni | Cessioni       | Cessioni        | Cessioni |
| R.       | Nome           | a               | Modalità |
| -------- | -------------- | --------------- | -------- |
| D        | Henrik Giese   | Hessen Kassel   |          |
| P        | Raphael Koczor | Hessen Kassel   |          |
| C        | Albert Streit  | Fortuna Colonia |          |

## Risultati

### Regionalliga

#### Girone di andata
| Arbitro: | Kinhöfer |

|                    |           |                            |
| Guirino 75’ (rig.) | Marcatori | 42’, 89’ (rig.) Wunderlich |

| Colonia 3 agosto 2013, ore 14:00 CEST 2ª giornata | Viktoria Colonia   | 0 – 0 referto | Sportfreunde Lotte | Sportpark Höhenberg (1 212 spett.)\| Arbitro: \| Waschitzki-Günther \| |
| Arbitro:                                          | Waschitzki-Günther |               |                    |                                                                        |

| Arbitro: | Storks |

|            |           |                               |
| Michel 41’ | Marcatori | 47’, 60’ Steegmann 77’ Candan |

| Arbitro: | Wollenweber |

|                          |           |            |
| Steegmann 49’ Candan 76’ | Marcatori | 83’ Weiler |

| Arbitro: | Frömel |

|                   |           |            |
| Binder 90’ (rig.) | Marcatori | 12’ Pagano |

| 1º settembre 2013 6ª giornata |  | – turno di riposo |  |  |

| Arbitro: | Steffens |

|                                            |           |                 |
| Nottbeck 1’, 37’ Wunderlich 7’, 84’ (rig.) | Marcatori | 85’ Studtrucker |

| Arbitro: | Wollenweber |

|           |           |            |
| Narey 76’ | Marcatori | 70’ Candan |

| Arbitro: | Schäfer |

|           |           |            |
| Costa 41’ | Marcatori | 37’ Taşkin |

| Arbitro: | Waschitzki-Günther |

|  |           |            |
|  | Marcatori | 80’ Löhden |

| Arbitro: | Storks |

|                                        |           |  |
| Spinrath 25’ Wunderlich 69’ Candan 74’ | Marcatori |  |

| Arbitro: | Frömel |

|             |           |            |
| Alexiou 82’ | Marcatori | 88’ Candan |

| Arbitro: | Bandurski |

|                                     |           |  |
| Pagano 12’, 14’, 44’ Wunderlich 37’ | Marcatori |  |

| Arbitro: | Heinrichs |

|  |           |                           |
|  | Marcatori | 40’ Steegmann 71’ Glasner |

| Arbitro: | Bläser |

|                        |           |                 |
| Hamanaka 2’ Müller 41’ | Marcatori | 86’ Klingenburg |

| Arbitro: | Siewer |

|                                             |           |                       |
| Aydogmus 41’, 83’ Steffen 59’ Flottmann 78’ | Marcatori | 16’ Müller 29’ Candan |

| Arbitro: | Glasmacher |

|            |           |                        |
| Löhden 32’ | Marcatori | 27’, 89’ Großeschallau |

| Arbitro: | Altgeld |

|           |           |            |
| Maier 47’ | Marcatori | 61’ Pagano |

| Arbitro: | Schmitz |

|  |           |                           |
|  | Marcatori | 4’, 53’ Exslager 88’ Laux |

#### Girone di ritorno
| Arbitro: | Fischer |

|                            |           |                                      |
| Wunderlich 15’ (rig.), 53’ | Marcatori | 75’ (rig.) Rodrigues-Pires 90’ Lemke |

| Arbitro: | Wollenweber |

|  |           |                                              |
|  | Marcatori | 52’ Deelen 72’ Glasner 87’ (rig.) Wunderlich |

| Arbitro: | Schmitz |

|                         |           |                         |
| Candan 58’ Nottbeck 90’ | Marcatori | 71’ Tobor 73’ Rodríguez |

| Bochum 15 febbraio 2014, ore 14:00 CET 23ª giornata | Bochum II | 0 – 0 referto | Viktoria Colonia | Lohrheidestadion (250 spett.)\| Arbitro: \| Stegemann \| |
| Arbitro:                                            | Stegemann |               |                  |                                                          |

| Arbitro: | Storks |

|                                                          |           |                                                          |
| Pagano 67’ Candan 70’ Nottbeck 75’ Wunderlich 81’ (rig.) | Marcatori | 28’ Koronkiewicz 45’ Zeh 49’ (rig.) Hettich 82’ Bouadoud |

| 1º marzo 2014 25ª giornata |  | – turno di riposo |  |  |

| Arbitro: | Heien |

|  |           |                                             |
|  | Marcatori | 41’ (rig.) Wunderlich 74’ Candan 83’ Löhden |

| Colonia 15 marzo 2014, ore 14:00 CET 27ª giornata | Viktoria Colonia | 0 – 0 referto | Bayer Leverkusen II | Sportpark Höhenberg (738 spett.)\| Arbitro: \| Weirich \| |
| Arbitro:                                          | Weirich          |               |                     |                                                           |

| Arbitro: | Sevinc |

|                |           |                               |
| Gianniōtas 56’ | Marcatori | 68’ (aut.) Babić 89’ Nottbeck |

| Arbitro: | Heinrichs |

|                 |           |  |
| Candan 70’, 87’ | Marcatori |  |

| Arbitro: | Frömel |

|                   |           |            |
| Reiche 59’ (aut.) | Marcatori | 57’ Candan |

| Colonia 5 aprile 2014, ore 14:00 CEST 31ª giornata | Viktoria Colonia | 0 – 0 referto | Uerdingen 05 | Sportpark Höhenberg (830 spett.)\| Arbitro: \| Jolk \| |
| Arbitro:                                           | Jolk             |               |              |                                                        |

| Arbitro: | Schäfer |

|                                    |           |                           |
| Dogan 5’ Gebauer 10’ Mühlhause 55’ | Marcatori | 16’ Candan 49’ Wunderlich |

| Arbitro: | Visse |

|                                  |           |            |
| Wunderlich 16’ (rig.) Candan 41’ | Marcatori | 8’ Brümmer |

| Arbitro: | Brüster |

|                        |           |                                         |
| Leipertz 83’ Wolff 88’ | Marcatori | 58’ Staffeldt 64’ Wunderlich 71’ Candan |

| Arbitro: | Storks |

|                       |           |                   |
| Wunderlich 90’ (rig.) | Marcatori | 62’ (aut.) Reiche |

| Arbitro: | Sevinc |

|  |           |            |
|  | Marcatori | 65’ Candan |

| Arbitro: | Rott |

|                         |           |            |
| Costa 72’ Staffeldt 90’ | Marcatori | 47’ Krause |

| Arbitro: | Bläser |

|                  |           |            |
| Schmidt 10’, 18’ | Marcatori | 25’ Candan |

## Statistiche

### Statistiche di squadra
| Competizione       | Punti | In casa | In casa | In casa | In casa | In casa | In casa | In trasferta | In trasferta | In trasferta | In trasferta | In trasferta | In trasferta | Totale | Totale | Totale | Totale | Totale | Totale | DR  |
| Competizione       | Punti | G       | V       | N       | P       | Gf      | Gs      | G            | V            | N            | P            | Gf           | Gs           | G      | V      | N      | P      | Gf     | Gs     | DR  |
| ------------------ | ----- | ------- | ------- | ------- | ------- | ------- | ------- | ------------ | ------------ | ------------ | ------------ | ------------ | ------------ | ------ | ------ | ------ | ------ | ------ | ------ | --- |
| Regionalliga ovest | 65    | 18      | 8       | 8       | 2       | 32      | 20      | 18           | 9            | 6            | 3            | 30           | 19           | 36     | 17     | 14     | 5      | 62     | 39     | +23 |
| Totale             | 65    | 18      | 8       | 8       | 2       | 32      | 20      | 18           | 9            | 6            | 3            | 30           | 19           | 36     | 17     | 14     | 5      | 62     | 39     | +23 |

### Andamento in campionato
| Giornata  | 1 | 2 | 3 | 4 | 5 | 6 | 7 | 8 | 9 | 10 | 11 | 12 | 13 | 14 | 15 | 16 | 17 | 18 | 19 | 20 | 21 | 22 | 23 | 24 | 25 | 26 | 27 | 28 | 29 | 30 | 31 | 32 | 33 | 34 | 35 | 36 | 37 | 38 |
| --------- | - | - | - | - | - | - | - | - | - | -- | -- | -- | -- | -- | -- | -- | -- | -- | -- | -- | -- | -- | -- | -- | -- | -- | -- | -- | -- | -- | -- | -- | -- | -- | -- | -- | -- | -- |
| Luogo     | T | C | T | C | T |   | C | T | C | T  | C  | T  | C  | T  | C  | T  | C  | T  | C  | C  | T  | C  | T  | C  |    | T  | C  | T  | C  | T  | C  | T  | C  | T  | C  | T  | C  | T  |
| Risultato | V | N | V | V | N |   | V | N | N | V  | V  | N  | V  | V  | V  | P  | P  | N  | P  | N  | V  | N  | N  | N  |    | V  | N  | V  | V  | N  | N  | P  | V  | V  | N  | V  | V  | P  |
| Posizione | 4 | 6 | 3 | 3 | 2 | 4 | 2 | 3 | 6 | 3  | 3  | 3  | 3  | 3  | 3  | 3  | 3  | 3  | 5  | 5  | 4  | 5  | 4  | 5  | 5  | 4  | 6  | 5  | 4  | 4  | 5  | 5  | 5  | 4  | 5  | 4  | 4  | 4  |

Legenda:

Luogo: C = Casa; T = Trasferta. Risultato: V = Vittoria; N = Pareggio; P = Sconfitta.

### Statistiche dei giocatori
| A. Akbari     | 4  | 0  | 0 | 1 |
| M. Born       | 13 | 0  | 1 | 0 |
| M. Brzenska   | 12 | 0  | 4 | 1 |
| F. Candan     | 36 | 17 | 4 | 0 |
| C. Costa      | 30 | 2  | 2 | 0 |
| C. Cozza      | 0  | 0  | 0 | 0 |
| M. Deelen     | 10 | 1  | 0 | 0 |
| H. Giese      | 7  | 0  | 0 | 0 |
| M. Gillen     | 0  | 0  | 0 | 0 |
| S. Glasner    | 21 | 2  | 0 | 0 |
| M. Hamanaka   | 11 | 1  | 0 | 0 |
| S. Hickl      | 14 | 0  | 2 | 0 |
| R. Koczor     | 16 | 0  | 0 | 2 |
| J. Löhden     | 26 | 3  | 5 | 0 |
| G. Manno      | 14 | 0  | 2 | 0 |
| L. Musculus   | 7  | 0  | 0 | 0 |
| D. Müller     | 13 | 2  | 0 | 0 |
| L. Nottbeck   | 33 | 5  | 9 | 0 |
| S. Pagano     | 30 | 6  | 3 | 0 |
| N. Pellatz    | 10 | 0  | 1 | 0 |
| D. Reiche     | 29 | 0  | 4 | 0 |
| C. Schlösser  | 13 | 0  | 0 | 0 |
| O. Schneider  | 0  | 0  | 0 | 0 |
| A. Schäfer    | 24 | 0  | 2 | 0 |
| A. Sinkala    | 0  | 0  | 0 | 0 |
| S. Spinrath   | 34 | 1  | 2 | 0 |
| T. Staffeldt  | 19 | 2  | 2 | 0 |
| M. Steegmann  | 23 | 4  | 4 | 1 |
| A. Streit     | 4  | 0  | 0 | 0 |
| E. Tschumakow | 0  | 0  | 0 | 0 |
| M. Vogel      | 12 | 0  | 0 | 0 |
| D. Weis       | 0  | 0  | 0 | 0 |
| M. Wunderlich | 33 | 15 | 1 | 1 |